# Шатава
Шата́ва — село в Україні, в Маківській сільській територіальній громаді Кам'янець-Подільського району Хмельницької області.

## Географія
Село розташоване вздовж річки Шатавка, яка починається неподалік на схід від села, за 15 км від райцентру міста Кам'янець-Подільський на півночі району. Через село проходить автомобільна дорога Н03 (Житомир — Чернівці). Біля села великі лісові масиви та кряж Товтр.

### Клімат
Шатава знаходяться в межах вологого континентального клімату із теплим літом. Але діяльність людини досить часто призводить до екоциду, поганих змін та глобального потепління. Рівень наповнення річок водою по області становить лише 20 % від необхідного стандарту, значна частина земної поверхні стає посушливою. Для покращення ситуації варто було б проводити ревайлдинг, відновлювати екосистеми та лісові насадження.

## Герб
Село має історичний герб від 1750 року. У лазаревому щиті на зеленій землі стоїть Святий Хома з золотим німбом, у чорній рясі і червоному плащу, який тримає в правій руці золотий спис із срібним наконечником, а в лівій срібну книгу з золотою обкладинкою.

## Історія
Вперше в історичних джерелах село Ступинці (так раніше називалися Маків та Шатава) згадується в 1482 році як володіння Вахни та Клари з Нищеслава. У свій час ця назва об'єднувала два поселення.
1558 р. перша документальна згадка про село Шатава.
Після численної зміни власників у 1565 році частина Ступинців залишилась у розпорядженні П'ясецьких, а село Шатава належало Гербуртам.
1750 р. Шатава отримала привілеї містечка, згодом підтверджені польським королем 1782 року з наданням дев'яти щорічних ярмарків. Згідно з привілеєм, містечку надавався герб із зображенням святого патрона громади — Апостола Хоми. За даними Адама Бонецького, засновник — Константій Лянцкоронський, мечник гостинський, дідич сіл Швайківці та Шманьківці; його дружиною була Юстина Злотницька, першим чоловіком якої був Юзеф Маковецький.
Дідичами містечка були, зокрема, представники роду Маковєцких:
- Міхал — скарбник червоногородський
- Стефан (бл. 1730—1801) — барський конфедерат, син попереднього; маршалок сеймику boni ordinis у Кам'янці-Подільському у вересні 1760; у 1761-7 сприяв відбудові міста, замку у Кам'янці-Подільському, запровадив освітлення вулиць[3]

У 1787 р. Войцех Раціборовський купує Шатаву в додачу до Макова.
У 1839—1862 рр. будується кругла церква-ротонда Івана Богослова.
Селяни були звільнені від кріпосного права в 1861 році. На честь цієї події в багатьох селах Поділля на в'їздах встановлювали пам'ятні фігури, такі збереглись в селах: Нігин, Черче. Ця традиція помаленьку відновлюється, встановлюються статуї Божої Матері чи інші фігури.
1863 року селяни втрачають можливість користуватись рідною мовою, видано таємне розпорядження — Валуєвський циркуляр, що наказував призупинити видання значної частини книг, написаних українською мовою, а згодом доповнено Емським указом.
В енциклопедичному словнику Ф. Брокгауза і І. Ефрона наприкінці XIX століття було написано: Шатава (Шатов) — містечко Подільської губернії, Кам'янець-Подільського повіту, в 17 верстах на північний-схід від повітового міста, при річці Шатаві. 855 жителів, православна церква, 2 єврейських молитовних будинки, народне училище, винокурний завод.
У селі деякий час базувався авіазагін (полк) Української Галицької армії після переходу нею річки Збруч в липні 1919 року. Також, через Шатаву проїжджали керівники Директорій Володимир Винниченко та Симон Петлюра.
Великий слід залишили Голодомор, репресії.
Не обминула село Друга світова війна. До Німеччини насильно було вивезено 86 чоловік.
У 1864 р. була відкрита церковно-приходська початкова  школа, 1947 р. — семирічна школа, 1968 р. — восьмирічна  школа, 1990 р. — загальноосвітня школа І-ІІІ ступенів,1999 р. — школа реорганізована в школу естетичного виховання І-ІІІ ступенів, 2003 р. — НВК «Загальноосвітня школа І-ІІ ступенів, колегіум».  Вагомий внесок в історію школи вклав Березін Віктор Борисович. З 1949—1959 рік навчався в Маківській СШ., а згодом у Львівський середній СШ № 6,  на механічному факультеті Львівського політехнічного інституту. Служив в армії. Працював у Шатавській восьмирічній школі вчителем математики, з 1972 року працював директором Шатавської школи — комплексу естетичного виховання І-ІІІ ступенів. Указом президента України 25.09.2002 року № 874 за особисті заслуги, високий професіоналізм у справі навчання та виховання та виховання молоді, вагомий внесок у розвиток національної освіти удостоєний почесного звання «Заслужений вчитель України».
У 2000 р. з ініціативи Василя Варвалюка місцевого педагога в школі був відкритий краєзнавчий музей села, розміщений в трьох залах.
Шатавський навчально-виховний комплекс "Загальноосвітня школа І-ІІ ступенів, колегіум, так на сьогодні звучить повна назва школи, директором якої є Чорний Володимир Михайлович.
У 2015 році утворилася Маківська сільська об'єднана територіальна громада однією з перших в області. І її головою обрали Анатолія Кушніра. Анатолій Аркадійович мав досвід такої роботи, адже з 2006 року був Маківським сільським головою, членом правління Асоціації міст і сіл України, голова Палати сільських і селищних рад. До створення об'єднаної територіальної громади наша сільська рада була однією з найбільших в Україні. Вона об'єднувала чотири села і налічувала шість тисяч мешканців. Об'єднання в громаду має створити умови для формування ефективної і відповідальної місцевої влади, яка зможе забезпечити комфортне та безпечне середовище для проживання людей.
17 липня 2020 року, в результаті адміністративно-територіальної реформи та ліквідації Дунаєвецького району, село увійшло до складу Кам'янець-Подільського району.
25 жовтня 2020 року громада Маківської ОТГ, обрала сільським головою Галачинського Владислава Станіславовича. Успішно працюють і розвиваються школа, бібліотека, приватні підприємства.

## Населення
За переписом населення України 2001 року в селі мешкало 1599 осіб.
Згідно перепису 2015 року селі жило 1611 особа, населення села зросло на 0,75 % порівняно зі 2001 роком.

### Мова
У селі поширені західноподільська говірка та південноподільська говірка, що відносяться до подільського говору, який належить до південно-західного наріччя.
Розподіл населення за рідною мовою за даними перепису 2001 року:
| Мова       | Кількість | Відсоток |
| ---------- | --------- | -------- |
| українська | 1594      | 98.95 %  |
| російська  | 17        | 1.05 %   |
| Усього     | 1611      | 100 %    |

## Пам'ятки
- Кругла церква-ротонда Івана Богослова (1839—1862 рр.)
- Старе кладовище поблизу церкви Івана Богослова

## Відомі люди

### Уродженці
- Карпов Іван Володимирович — український військовослужбовець, учасник російсько-української війни.[7]

## Цікаві факти
- Ще у XIX столітті селі ходила кумедна приказка, про те, що: «Маків та Шатава — як Краків та Варшава».

## Галерея

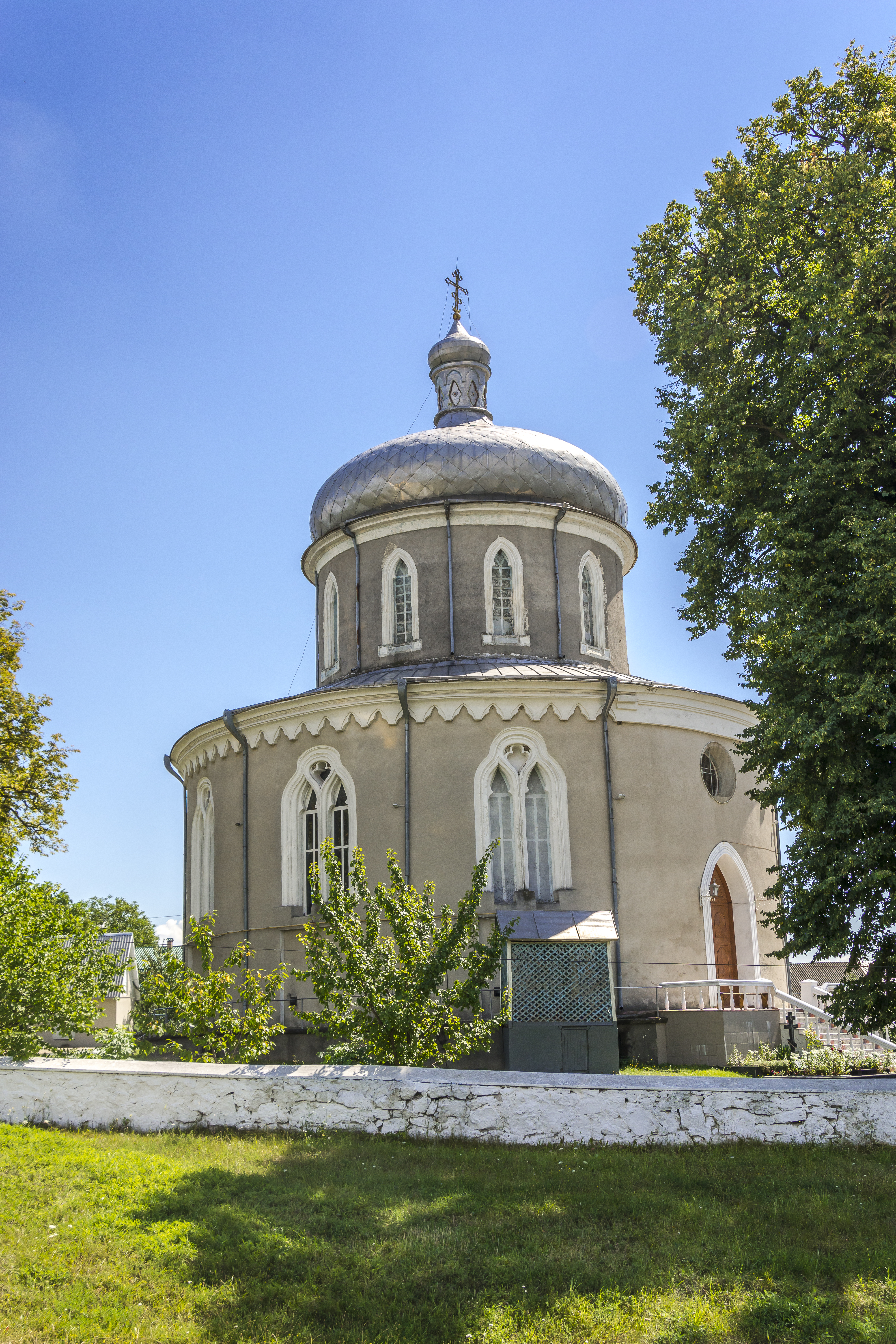
Церква Іоанна Богослова
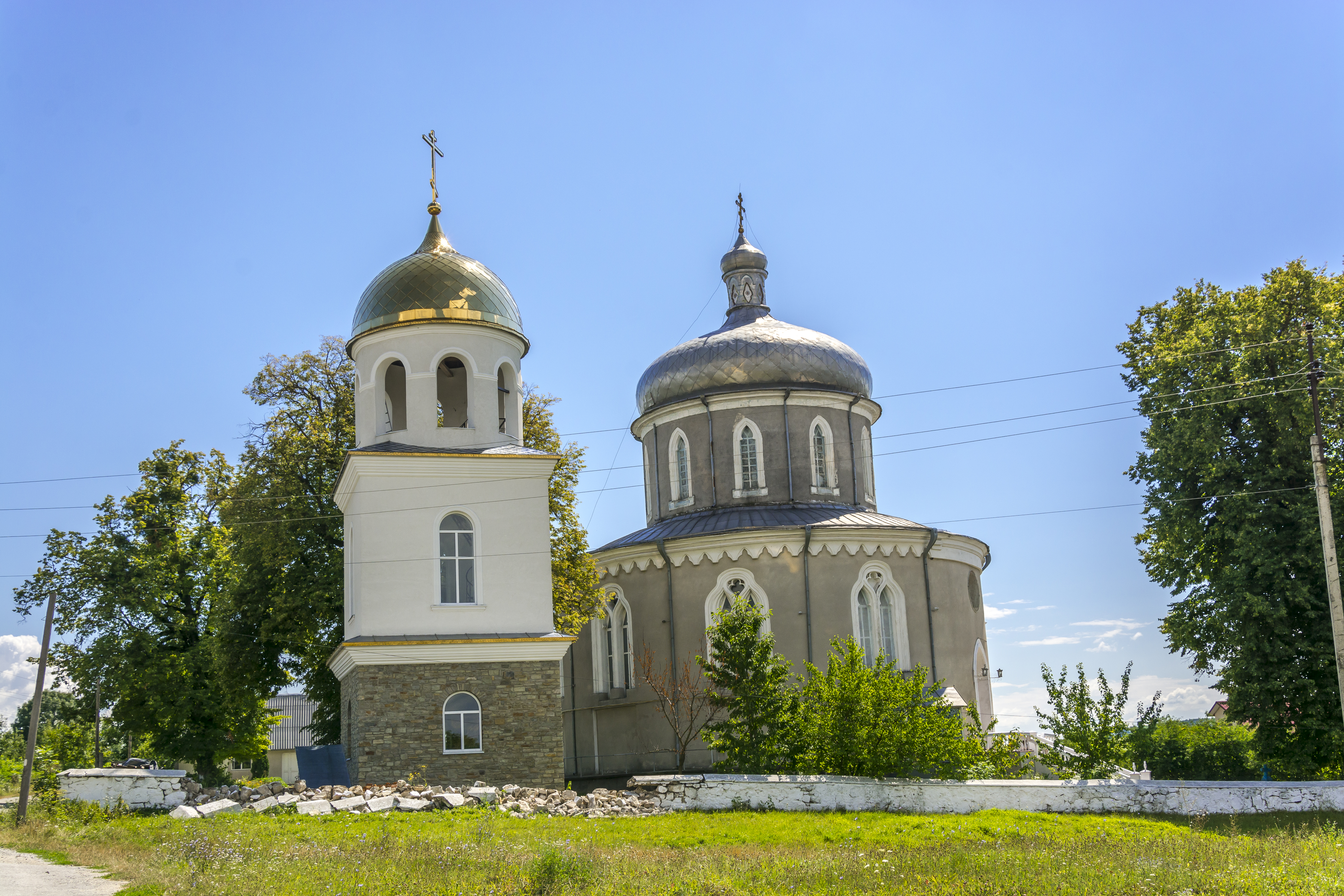
Церква Іоанна Богослова у 2020 році
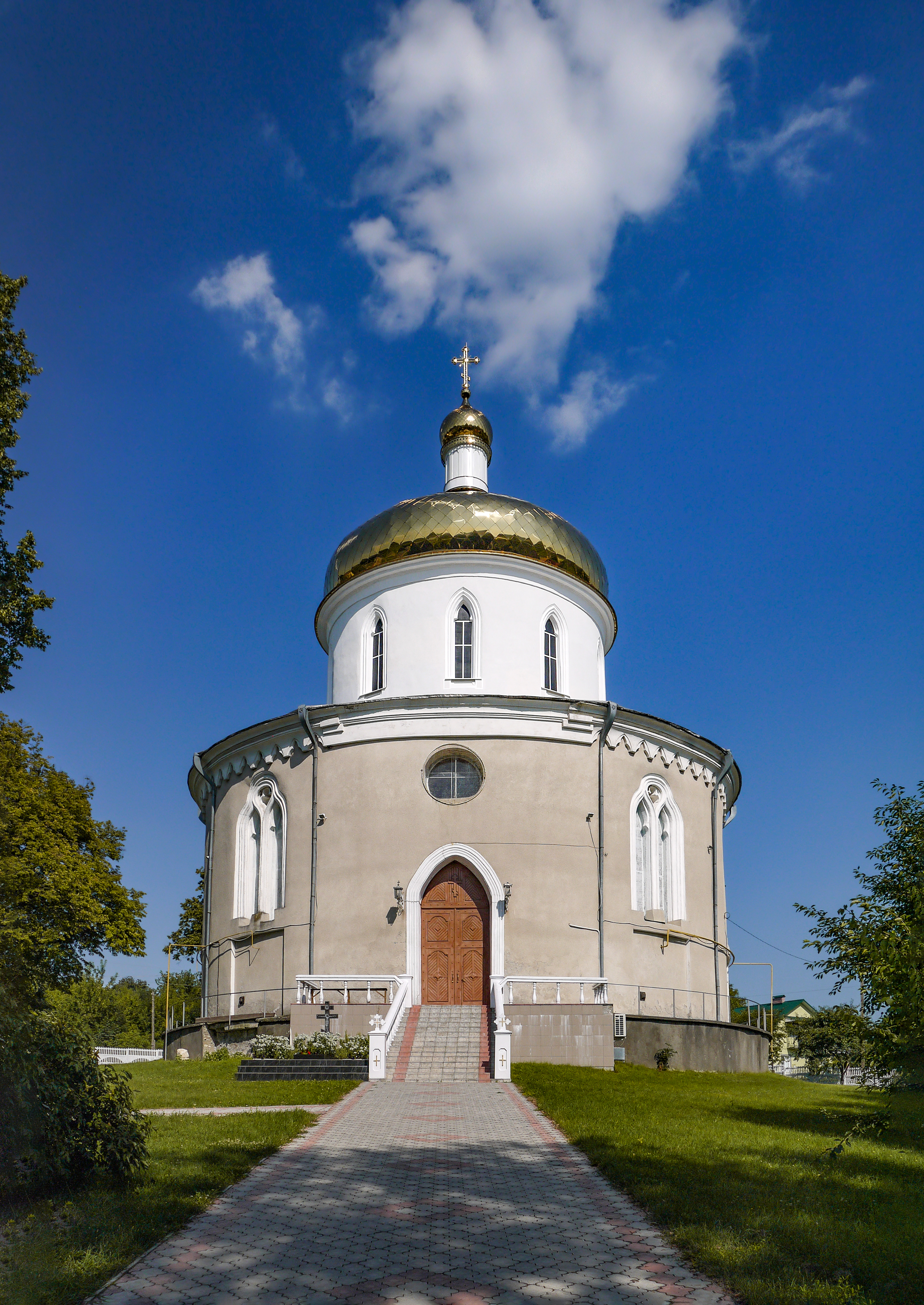
Церква у 2021 році
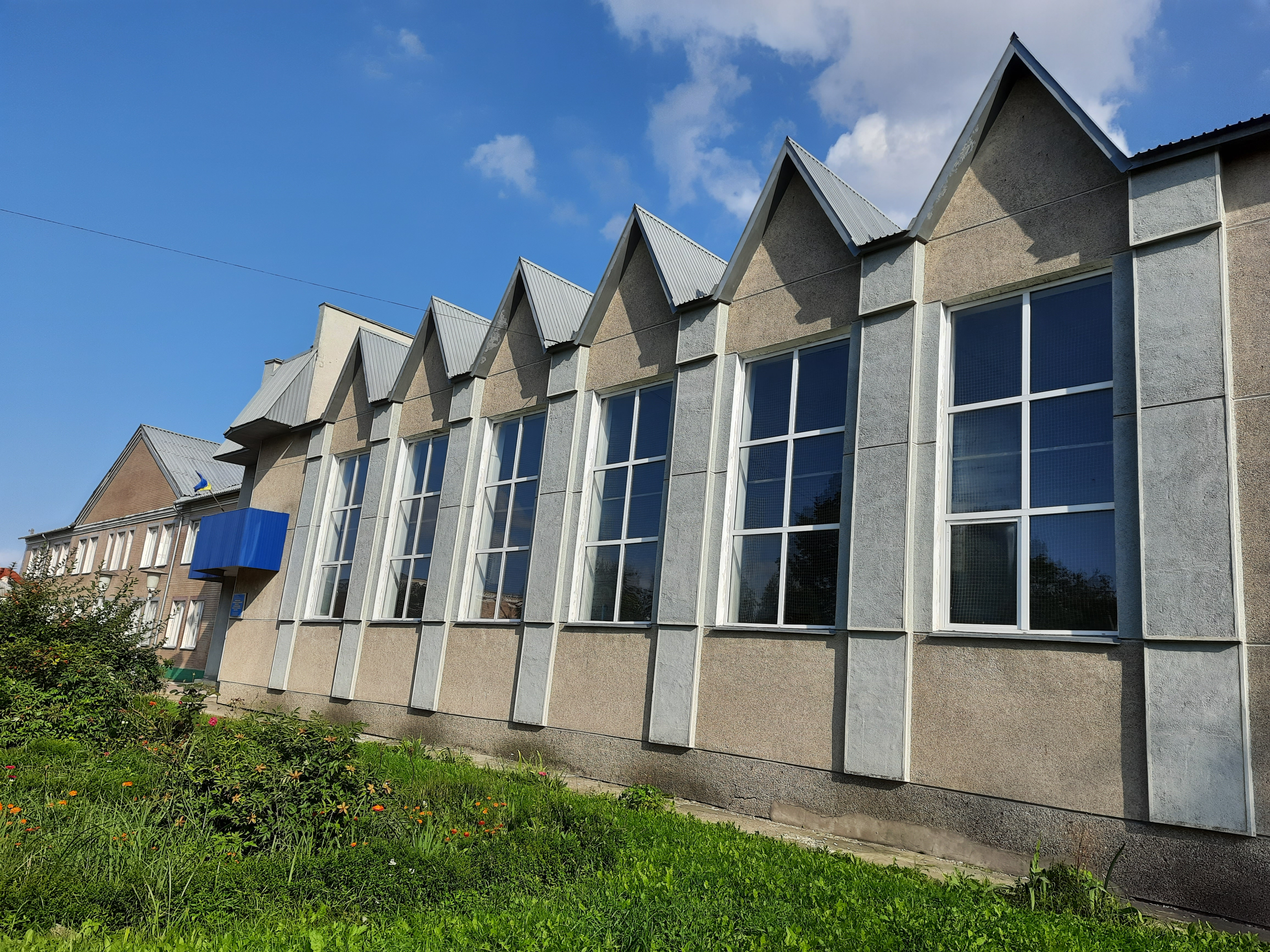
Школа
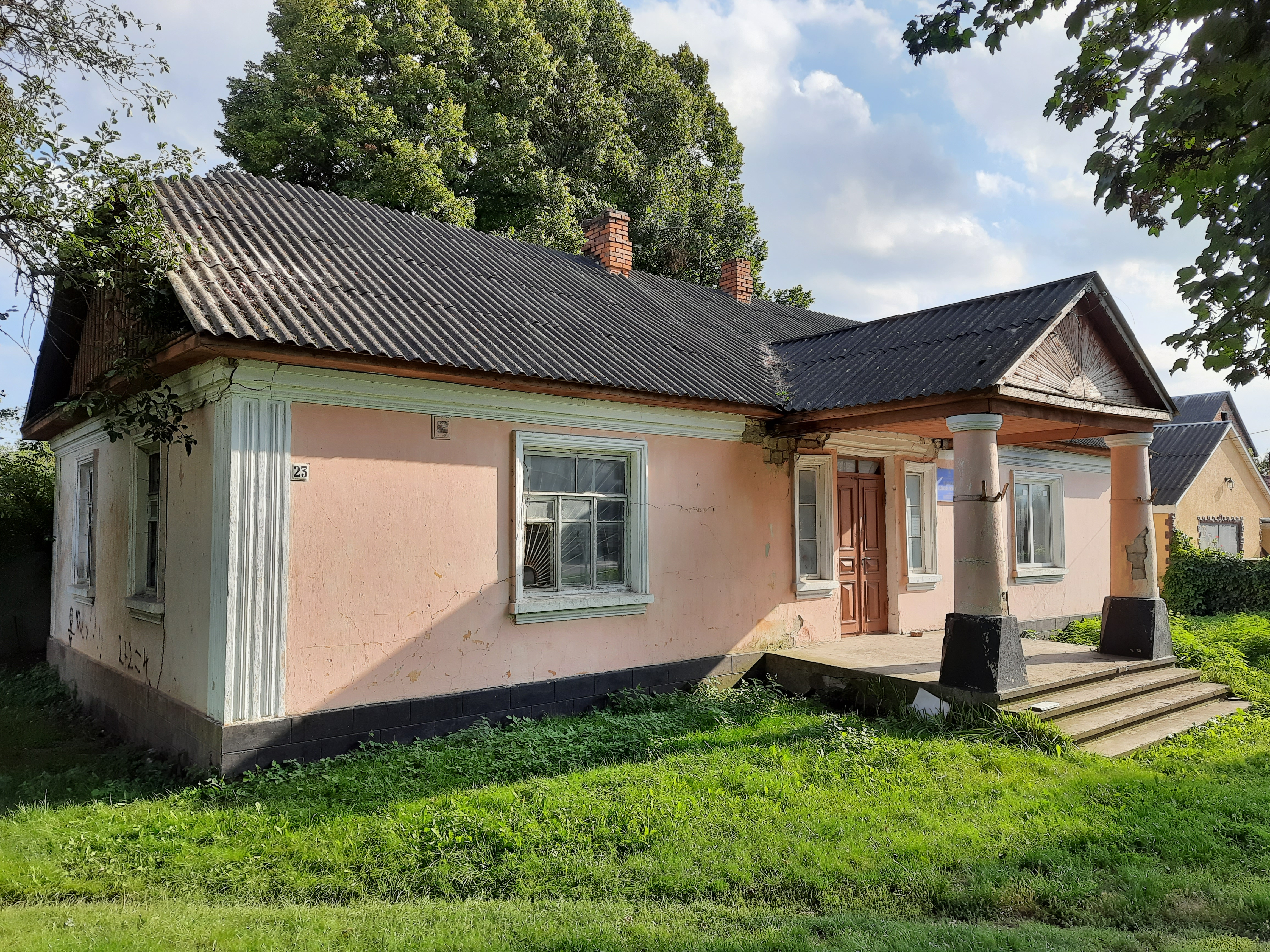
Бібліотека